# Laholms församling
Laholms församling tillhör Göteborgs stift och Halmstads och Laholms kontrakt i Laholms kommun. Församlingen ingår i Laholms pastorat.

## Administrativ historik
Församlingen har medeltida ursprung under namnet Laholms stadsförsamling och fick sitt nuvarande namn 1972.
Församlingen var till 1972 moderförsamling i pastoratet Laholms stads- och landsförsamlingar. År 1972 införlivades Laholms landsförsamling och den sammanslagna och namnändrade församlingen är därefter moderförsamling i pastoratet Laholm och Skummeslöv.

## Organister och klockare
| Verksam   | Namn           | Levnadstid | Övrigt    |
| --------- | -------------- | ---------- | --------- |
| 1720-1743 | Nils Bengtsson |            | Klockare. |
| 1723-1740 | Johan Tunell   | 1665-1740  | Organist. |

## Kyrkor
- Sankt Clemens kyrka
- Skogaby kapell